# 绥阳县
绥阳县在中华人民共和国贵州省北部、芙蓉江上游，是遵义市下属的一个县。

## 历史
隋朝时，置绥阳县，后废。明朝政府在播州之役获胜，消灭播州杨氏土司政权后，于万历二十九年（1601年）四月设置遵义军民府。同时以旧绥阳县地，置绥阳县。时绥阳县属遵义府下的真安州，亦属四川省。

## 行政区划
绥阳县下辖1个街道办事处、12个镇、2个乡：
洋川街道、郑场镇、旺草镇、蒲场镇、风华镇、茅垭镇、枧坝镇、宽阔镇、黄杨镇、青杠塘镇、太白镇、温泉镇、坪乐镇、大路槽乡和小关乡。

## 县情简介
縣境內有寬闊水國家級自然保護區。本地特产有朝天椒和空心银丝面。绥阳县有绥遵高速公路与遵义市区连接。

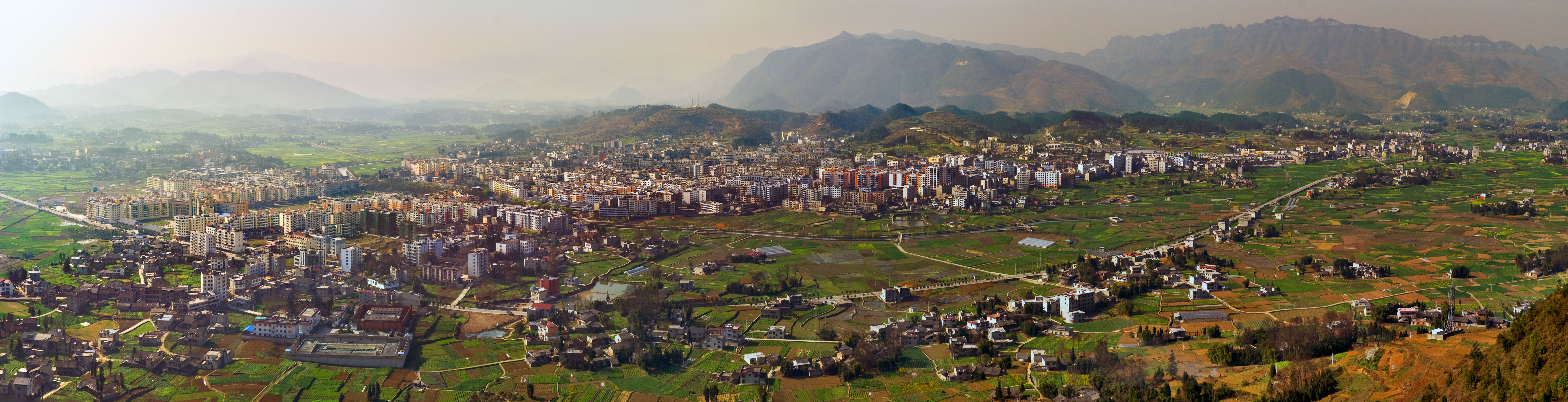
从白马寺看绥阳县城的全景（2009年2月）

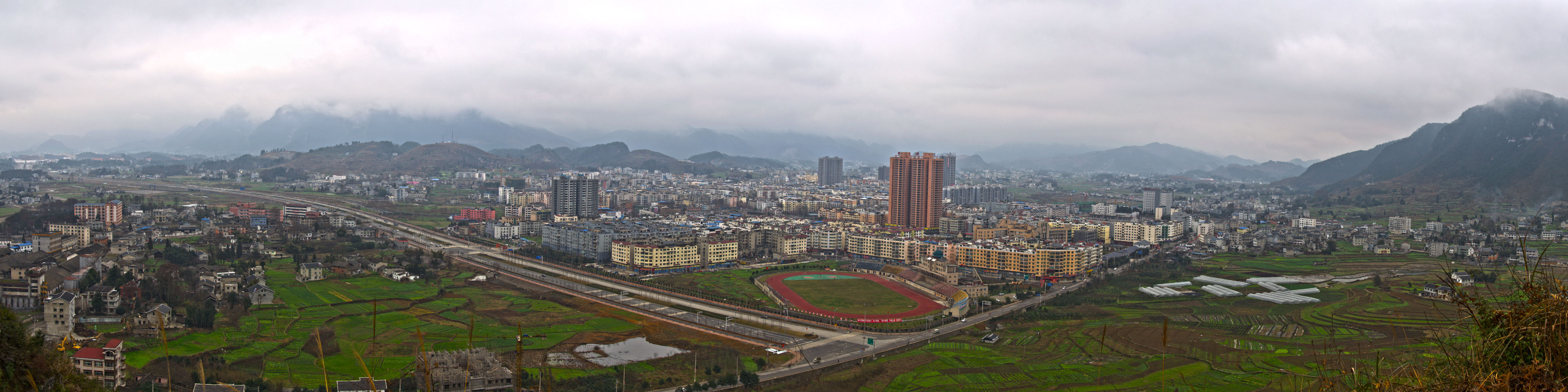
从岩孔山顶看绥阳县城的全景（2013年2月）